# 羅茲多利涅 (拜特列克區)
羅茲多利涅是位於哈薩克斯坦西部西哈薩克斯坦州的城鎮，由拜特列克區負責管轄，面積約為5平方公里，距離佩列苗特諾耶80公里，2009年人口582。